# Хронологична таблица за откриване и изследване на Океания (XIX - XX в.)
| Години                 | Име на откривател, изследовател                    | Направени открития и изследвания | Изследванията му засягат следните съвременни страни и територии                              |
| ---------------------- | -------------------------------------------------- | --- | -------------------------------------------------------------------------------------------- |
| 1801                   | Уилям Уилсън                                       | Откриване на залива Хаураки в северната част на Северния остров на Нова Зеландия и устието на река Темза в южната му част | Нова Зеландия                                                                                |
| 1802                   | капитан Саул                                       | Откриване на атола Палмира (5°52′ с. ш. 162°06′ з. д. / 5.866667° с. ш. 162.1° з. д.) в о-вите Лайн | САЩ                                                                                          |
| 1802                   | Джон Търнбъл                                       | Откриване на атола Макемо (16°36′ ю. ш. 143°40′ з. д. / 16.6° ю. ш. 143.666667° з. д.) в о-вите Туамоту | Туамоту                                                                                      |
| 1803                   | Джон Байерс                                        | Откриване на атолите Таенга (16°21′ ю. ш. 143°08′ з. д. / 16.35° ю. ш. 143.133333° з. д.) и Фааите (16°43′ ю. ш. 145°19′ з. д. / 16.716667° ю. ш. 145.316667° з. д.) в о-вите Туамоту | Туамоту                                                                                      |
| 1804                   | Самюъл Бол                                         | Откриване на атола Уест Фаю (8°05′ с. ш. 146°43′ и. д. / 8.083333° с. ш. 146.716667° и. д.) и остров Пикелот (8°06′ с. ш. 147°39′ и. д. / 8.1° с. ш. 147.65° и. д.) в Каролинските о-ви | Микронезия                                                                                   |
| 1804                   | Джеймс Кери                                        | Откриване на остров Тамана (2°30′ ю. ш. 175°59′ и. д. / 2.5° ю. ш. 175.983333° и. д.) в о-вите Гилбърт (Джилбърт) | Кирибати                                                                                     |
| 1804                   | Оуен Смит                                          | Откриване на протока Фово, отделящ остров Стюарт от Южния остров на Нова Зеландия | Нова Зеландия                                                                                |
| 1805                   | Юрий Лисянски                                      | Откриване на остров Лисянски (26°04′ с. ш. 173°58′ з. д. / 26.066667° с. ш. 173.966667° з. д.) в западната част на Хавайските о-ви | Хавайски острови                                                                             |
| 1806                   | Абрахам Бристоу                                    | Откриване на о-вите Окланд (50°45′ ю. ш. 166°05′ и. д. / 50.75° ю. ш. 166.083333° и. д.) на юг от Нова Зеландия и о-вите Маршал Бенет (8°50′ ю. ш. 151°55′ и. д. / 8.833333° ю. ш. 151.916667° и. д.) на изток от Нова Гвинея | Нова Зеландия, Папуа-Нова Гвинея                                                             |
| 1806                   | Хуан Баутиста Монтеверди                           | Откриване на атола Нукуоро (3°51′ с. ш. 154°56′ и. д. / 3.85° с. ш. 154.933333° и. д.) в Каролинските о-ви | Микронезия                                                                                   |
| 1807                   | Чарлз Джеймс Джонстън                              | Откриване на атола Джонстън (16°44′ с. ш. 169°32′ з. д. / 16.733333° с. ш. 169.533333° з. д.) на югозапад от Хавайските о-ви | атол Джонстън                                                                                |
| 1809                   | Уилям Патерсън (1755 – 1810)                       | Откриване на остров Арорае (2°38′ ю. ш. 176°49′ и. д. / 2.633333° ю. ш. 176.816667° и. д.) в о-вите Гилбърт (Джилбърт) и атола Джалуит (5°55′ с. ш. 169°39′ и. д. / 5.916667° с. ш. 169.65° и. д.) в Маршаловите о-ви | Кирибати, Маршалови острови                                                                  |
| 1809                   | Уилям Стюарт                                       | Топографско заснемане и картиране на остров Стюарт, разположен на юг от Южния остров на Нова Зеландия | Нова Зеландия                                                                                |
| 1809                   | С. Чейс                                            | Доказване, че открития от Джеймс Кук остров Банкс на източното крайбрежие на Южния остров на Нова Зеландия в действителност е полуостров | Нова Зеландия                                                                                |
| 1810                   | Фредерик Хаселборо                                 | Откриване на островите Кембъл (52°32′ ю. ш. 169°10′ и. д. / 52.533333° ю. ш. 169.166667° и. д.) и Макуори (54°37′ ю. ш. 158°51′ и. д. / 54.616667° ю. ш. 158.85° и. д.), разположени на юг от Нова Зеландия | Нова Зеландия, Австралия                                                                     |
| 1811                   | Самюъл Пиндър Хенри                                | Откриване на остров Риматара (22°39′ ю. ш. 152°48′ з. д. / 22.65° ю. ш. 152.8° з. д.) в о-вите Тубуай | Австралски острови                                                                           |
| 1812                   | Дейвид Лахлан                                      | Откриване на о-вите Будибуди (Лахлан, Нада 9°20′ ю. ш. 153°35′ и. д. / 9.333333° ю. ш. 153.583333° и. д.) на югоизток от Нова Гвинея | Папуа-Нова Гвинея                                                                            |
| 1814                   | Михаил Лазарев                                     | Откриване на атола Суворов (13°07′ ю. ш. 163°07′ з. д. / 13.116667° ю. ш. 163.116667° з. д.) в Северните Кукови о-ви | Острови Кук                                                                                  |
| 1816 – 1817            | Ото Коцебу                                         | 1816: Откриване на атола Пукапука (третично), остров Тикеи (вторично) и атолите Такапото (третично), Арутуа (третично) и Тикахау (14°59′ ю. ш. 148°09′ з. д. / 14.983333° ю. ш. 148.15° з. д.) в архипелага Туамоту; Откриване на атолите Утирик (вторично) и Така (вторично) в Маршаловите о-ви. 1817: Откриване на остров Меджит (вторично) и атолите Вотие (третично), Ерикуб (третично), Малоелап (третично), Аур (вторично), Аилук (вторично), Бикар (12°14′ с. ш. 170°08′ и. д. / 12.233333° с. ш. 170.133333° и. д.) и Ликиеп (вторично). Топографско картиране на всички посетени острови и атоли | Туамоту, Маршалови острови                                                                   |
| 1818 – 1819            | Луи дьо Фрейсине                                   | Изследване на Адмиралтейските о-ви, Каролинските о-ви, остров Гуам, Марианските о-ви, Хавайските о-ви, архипелага Самоа и Куковите о-ви | Папуа-Нова Гвинея, Микронезия, Гуам, Мариански острови, Хавайски острови, Самоа, Острови Кук |
| 1819                   | Аренд де Пейстер                                   | Откриване на атолите Фунафути (Елис, 8°30′ ю. ш. 179°07′ и. д. / 8.5° ю. ш. 179.116667° и. д.) и Нукуфетау (Де Пейстер, 8°00′ ю. ш. 178°22′ и. д. / 8° ю. ш. 178.366667° и. д.) в о-вите Тувалу (Елис) | Тувалу                                                                                       |
| 1819                   | Джеймс Хендерсън                                   | Откриване на островите Оено (23°56′ ю. ш. 130°44′ з. д. / 23.933333° ю. ш. 130.733333° з. д.) и Хендерсън (вторично) на югоизток от архипелага Туамоту | Питкерн                                                                                      |
| 1820                   | Джон Алън                                          | Откриване на остров Гарднър (25°01′ с. ш. 167°59′ з. д. / 25.016667° с. ш. 167.983333° з. д.) и рифа Маро (25°25′ с. ш. 170°35′ з. д. / 25.416667° с. ш. 170.583333° з. д.) в северозападната част на Хавайските о-ви | Хавайски острови                                                                             |
| 1820                   | Фадей Белингсхаузен                                | Откриване на атолите Аману (третично), Фангатау (вторично), Такуме (вторично), Рароя (вторично), Нихиру (16°42′ ю. ш. 142°50′ з. д. / 16.7° ю. ш. 142.833333° з. д.), Таенга (вторично), Макемо (вторично), Таунаке (16°39′ ю. ш. 144°13′ з. д. / 16.65° ю. ш. 144.216667° з. д.), Хити (16°44′ ю. ш. 144°05′ з. д. / 16.733333° ю. ш. 144.083333° з. д.), Катиу (16°25′ ю. ш. 144°22′ з. д. / 16.416667° ю. ш. 144.366667° з. д.), Таханеа (вторично), Фааите (вторично), Факарава (16°15′ ю. ш. 145°35′ з. д. / 16.25° ю. ш. 145.583333° з. д.), Ниау (вторично) и Матаива (14°53′ ю. ш. 148°43′ з. д. / 14.883333° ю. ш. 148.716667° з. д.) в архипелага Туамоту. Откриване на остров Восток (10°06′ ю. ш. 152°25′ з. д. / 10.1° ю. ш. 152.416667° з. д.) в о-вите Лайн, атола Ракаханга (вторично) в Северните Кукови о-ви и островите Тувана-и-Ра (21°00′ ю. ш. 178°44′ з. д. / 21° ю. ш. 178.733333° з. д.), Тувана-и-Толо (21°02′ ю. ш. 178°51′ з. д. / 21.033333° ю. ш. 178.85° з. д.) и Оно Илау (20°39′ ю. ш. 178°44′ з. д. / 20.65° ю. ш. 178.733333° з. д.) в архипелага Фиджи | Туамоту, Кирибати, Острови Кук, Фиджи                                                        |
| 1820                   | Захар Иванович Понафидин                           | Откриване на о-вите Оагари (Бородино, 25°55′ с. ш. 131°15′ и. д. / 25.916667° с. ш. 131.25° и. д.) и остров Торишима (Понафидин, 30°29′ с. ш. 140°18′ и. д. / 30.483333° с. ш. 140.3° и. д.) | Япония                                                                                       |
| 1821                   | Джордж Барет                                       | Откриване на атола Нукулаелае (9°22′ ю. ш. 179°50′ и. д. / 9.366667° ю. ш. 179.833333° и. д.) в о-вите Тувалу (Елис) | Тувалу                                                                                       |
| 1821                   | Матю Браун                                         | Откриване на остров Джарвис (0°22′ ю. ш. 160°00′ з. д. / 0.366667° ю. ш. 160° з. д.) в о-вите Лайн | САЩ                                                                                          |
| 1822                   | капитан Уолър                                      | Откриване на атола Нугурия (3°19′ ю. ш. 154°41′ и. д. / 3.316667° ю. ш. 154.683333° и. д.) в архипелага Бисмарк | Папуа-Нова Гвинея                                                                            |
| 1822                   | капитан Патриксън                                  | Откриване на атола Манихики (10°24′ ю. ш. 161°00′ з. д. / 10.4° ю. ш. 161° з. д.) в Северните Кукови о-ви | острови Кук                                                                                  |
| 1822                   | Джордж Уърд                                        | Откриване на остров Хауленд (0°48′ с. ш. 176°37′ з. д. / 0.8° с. ш. 176.616667° з. д.) в о-вите Феникс | САЩ                                                                                          |
| 1822                   | капитани Кларк и Тейлър                            | Откриване на атола Пърл енд Хермес (27°46′ с. ш. 175°51′ з. д. / 27.766667° с. ш. 175.85° з. д.) в северозападната част на Хавайските о-ви | САЩ                                                                                          |
| 1823                   | Обид Старбък (1797 – 1882)                         | Откриване на остров Старбък (5°38′ ю. ш. 155°55′ з. д. / 5.633333° ю. ш. 155.916667° з. д.) в о-вите Лайн и остров Бейкър (0°10′ с. ш. 176°29′ з. д. / 0.166667° с. ш. 176.483333° з. д.) в о-вите Феникс | Кирибати, САЩ                                                                                |
| 1823                   | Уилям Кларк                                        | Откриване на остров Молден (4°01′ ю. ш. 154°56′ з. д. / 4.016667° ю. ш. 154.933333° з. д.) в о-вите Лайн | Кирибати                                                                                     |
| 1823                   | Джон Дибс, Джон Уилямс (1796 – 1839)               | Откриване на островите Митиаро (19°51′ ю. ш. 157°43′ з. д. / 19.85° ю. ш. 157.716667° з. д.) и Мауке (20°10′ ю. ш. 157°20′ з. д. / 20.166667° ю. ш. 157.333333° з. д.) в Южните Кукови о-ви | острови Кук                                                                                  |
| 1823                   | Луи Франсоа Мари Никола дьо Тромелен (1786 – 1867) | Откриване на остров Раваки (Феникс, 3°43′ ю. ш. 170°43′ з. д. / 3.716667° ю. ш. 170.716667° з. д.) в о-вите Феникс в централната част на Тихия океан | Кирибати                                                                                     |
| 1823                   | Т. Емет                                            | Откриване на островите Бърни (3°35′ ю. ш. 171°31′ з. д. / 3.583333° ю. ш. 171.516667° з. д.) и Манра (Сидни, 4°27′ ю. ш. 171°15′ з. д. / 4.45° ю. ш. 171.25° з. д.) в о-вите Феникс | Кирибати                                                                                     |
| 1823                   | Джеймс Кофин                                       | Откриване на остров Ендърбъри (3°08′ ю. ш. 171°05′ з. д. / 3.133333° ю. ш. 171.083333° з. д.) в о-вите Феникс | Кирибати                                                                                     |
| 1823 – 1824            | Луи Исидор Дюпере                                  | 1823: Откриване на остров Реао (18°31′ ю. ш. 136°22′ з. д. / 18.516667° ю. ш. 136.366667° з. д.) в архипелага Туамоту. 1824: Откриване на атола Лосап (вторично) в Каролинските о-ви. Откриване на атола Маракеи (2°00′ с. ш. 173°17′ и. д. / 2° с. ш. 173.283333° и. д.) в о-вите Гилбърт (Джилбърт). Откриване на залива Бей ъф Айлъндс (35°12′ ю. ш. 174°08′ и. д. / 35.2° ю. ш. 174.133333° и. д.) на северното крайбрежие на Северния остров на Нова Зеландия | Туамоту, Микронезия, Кирибати, Нова Зеландия                                                 |
| 1824                   | Джордж Вашингтон Гарднър                           | Откриване на атола Мария (Хъл, 21°49′ ю. ш. 154°42′ з. д. / 21.816667° ю. ш. 154.7° з. д.) в о-вите Тубуай | Австралски острови                                                                           |
| 1824                   | Джордж Джой                                        | Откриване на атола Ебон (4°38′ с. ш. 168°43′ и. д. / 4.633333° с. ш. 168.716667° и. д.) в Маршаловите о-ви | Маршалови острови                                                                            |
| 1824                   | Джон Хол                                           | Откриване на атолите Мурило (Хъл,8°38′ с. ш. 152°12′ и. д. / 8.633333° с. ш. 152.2° и. д.) и Номуин (8°32′ с. ш. 151°46′ и. д. / 8.533333° с. ш. 151.766667° и. д.) в централната част на Каролинските о-ви | Микронезия                                                                                   |
| 1824                   | Дж. Палмър                                         | Откриване на остров Абариринга (2°49′ ю. ш. 171°41′ з. д. / 2.816667° ю. ш. 171.683333° з. д.) в о-вите Феникс | Кирибати                                                                                     |
| 1824 – 1825            | Ото Коцебу                                         | 1824: Откриване на атолите Факахина (вторично) и Аратика (15°29′ ю. ш. 145°30′ з. д. / 15.483333° ю. ш. 145.5° з. д.) в архипелага Туамоту. Откриване на остров Моту Оне (15°49′ ю. ш. 154°32′ з. д. / 15.816667° ю. ш. 154.533333° з. д.) в Дружествените о-ви. 1825: Откриване на атолите Аилингинае (вторично), Ронгелап (третично) и Бикини (11°30′ с. ш. 165°25′ и. д. / 11.5° с. ш. 165.416667° и. д.) в Маршаловите о-ви | Туамоту, Дружествени острови, Маршалови острови                                              |
| 1825                   | Обид Старбък                                       | Откриване на остров Ваитупу (7°29′ ю. ш. 178°41′ и. д. / 7.483333° ю. ш. 178.683333° и. д.) в о-вите Тувалу (Елис) | Тувалу                                                                                       |
| 1825                   | капитани Курцен и Ег                               | Вторично откриване на остров Нуи в о-вите Тувалу (Елис) | Тувалу                                                                                       |
| 1825                   | Джеймс Гарднър                                     | Откриване на остров Нукумароро (Гарднър, 4°40′ ю. ш. 174°31′ з. д. / 4.666667° ю. ш. 174.516667° з. д.) в о-вите Феникс | Кирибати                                                                                     |
| 1826                   | Фредерик Уилям Бичи                                | Топографско заснемане и уточняване местоположението на множество острови в Тихия океан и откриване на атола Фангатауфа (Кокбърн, 22°15′ ю. ш. 138°45′ з. д. / 22.25° ю. ш. 138.75° з. д.) и островите Ванавана (20°47′ ю. ш. 139°09′ з. д. / 20.783333° ю. ш. 139.15° з. д.) и Ахунуи (19°38′ ю. ш. 140°25′ з. д. / 19.633333° ю. ш. 140.416667° з. д.) в архипелага Туамоту | Туамоту                                                                                      |
| 1826                   | Джеймс Хърд                                        | Откриване на залива Отаго на югоизточното крайбрежие на Южния остров и залива Уелингтън – на южното крайбрежие на Северния остров на Нова Зеландия | Нова Зеландия                                                                                |
| 1826                   | капитан Кларк                                      | Откриване на островите Беру (Франсис, 1°19′ ю. ш. 175°59′ и. д. / 1.316667° ю. ш. 175.983333° и. д.), Нукунау ((Байрон, 1°21′ ю. ш. 176°27′ и. д. / 1.35° ю. ш. 176.45° и. д.) и атола Онотоа (Кларк, 1°54′ ю. ш. 173°35′ и. д. / 1.9° ю. ш. 173.583333° и. д.) в о-вите Гилбърт (Джилбърт) | Кирибати                                                                                     |
| 1827                   | Ричард Меси                                        | Откриване на атола Намолук (5°55′ с. ш. 153°08′ и. д. / 5.916667° с. ш. 153.133333° и. д.) в източната част на Каролинските о-ви | Микронезия                                                                                   |
| 1827                   | Жул Дюмон-Дюрвил                                   | Изследване бреговете на Южния остров на Нова Зеландия. Откриване на островите Тотоя (18°56′ ю. ш. 179°50′ з. д. / 18.933333° ю. ш. 179.833333° з. д.) и Матуку (19°10′ ю. ш. 179°46′ и. д. / 19.166667° ю. ш. 179.766667° и. д.) в архипелага Фиджи и рифовете Астролабия край бреговете на остров Нова Каледония | Нова Зеландия, Фиджи, Нова Каледония                                                         |
| 1828                   | Михаил Станюкович                                  | Откриване на остров Лейсан (25°46′ с. ш. 171°44′ з. д. / 25.766667° с. ш. 171.733333° з. д.) и атола Куре (28°25′ с. ш. 178°20′ з. д. / 28.416667° с. ш. 178.333333° з. д.) в северозападната част на Хавайските о-ви | Хавайски острови                                                                             |
| 1828                   | Фьодор Литке                                       | Откриване на остров Понпей (Понапе, вторично) и атолите Пакин (7°04′ с. ш. 157°48′ и. д. / 7.066667° с. ш. 157.8° и. д.), Ант (вторично) и Нгатик (третично), остров Сатавал (вторично), атолите Олимарао (7°41′ с. ш. 145°52′ и. д. / 7.683333° с. ш. 145.866667° и. д.), Ифалик (вторично), Елато (вторично) и Еаурипик (6°41′ с. ш. 143°03′ и. д. / 6.683333° с. ш. 143.05° и. д.) в Каролинските о-ви. Изследване и картиране и на други острови и атоли в Каролинските и Марианските о-ви и о-вите Бонин | Микронезия, Мариански острови, Япония                                                        |
| 1828                   | Джордж Рул                                         | Откриване на атола Насау (11°34′ ю. ш. 165°25′ з. д. / 11.566667° ю. ш. 165.416667° з. д.) в Северните Кукови о-ви | Острови Кук                                                                                  |
| 1829                   | Жак Антоан Морено                                  | Откриване на атола Мария Източен (22°01′ ю. ш. 136°11′ з. д. / 22.016667° ю. ш. 136.183333° з. д.) в архипелага Туамоту | Туамоту                                                                                      |
| 1829 – 1930            | Леонтий Хагемайстер                                | Вторично откриване на остров Оушън (Океан, Банаба, 0°51′ ю. ш. 169°32′ и. д. / 0.85° ю. ш. 169.533333° и. д.) и атолите Кваджелейн в Маршаловите о-ви и Апатаки в архипелага Туамоту | Туамоту                                                                                      |
| 1829                   | Василий Степанович Хромченко (1792 – 1849)         | Изследване и детайлно картиране на атолите Мили, Маджуро, Ерикуб и Ликиеп в Маршаловите о-ви | Маршалови острови                                                                            |
| 1831                   | капитан Аирлънд                                    | Откриване на атола Рарака (16°10′ ю. ш. 144°53′ з. д. / 16.166667° ю. ш. 144.883333° з. д.) в архипелага Туамоту | Туамоту                                                                                      |
| 1832                   | Натаниел Кари                                      | Откриване на атолите Моране (23°09′ ю. ш. 137°08′ з. д. / 23.15° ю. ш. 137.133333° з. д.) и Тематанги (21°40′ ю. ш. 140°37′ з. д. / 21.666667° ю. ш. 140.616667° з. д.) в архипелага Туамоту | Туамоту                                                                                      |
| 1832                   | Василий Степанович Хромченко                       | Изследване и картиране на о-вите Гилбърт (Джилбърт) и о-вите Ралик в Маршаловите о-ви | Кирибати, Маршалови острови                                                                  |
| 1834 – 1899            | Уилям Колензо                                      | Многогодишни изследвания и многократни пресичания на Северния остров на Нова Зеландия | Нова Зеландия                                                                                |
| 1835                   | Робърт Фицрой, Чарлз Дарвин                        | Откриване на остров Таиаро (15°45′ ю. ш. 144°38′ з. д. / 15.75° ю. ш. 144.633333° з. д.) и атола Кауехи (15°50′ ю. ш. 145°07′ з. д. / 15.833333° ю. ш. 145.116667° з. д.) в архипелага Туамоту | Туамоту                                                                                      |
| 1835 – 1837            | Томас Уинг 1810 – 1888)                            | Множество открития във вътрешността на Северния остров на Нова Зеландия и откриване на залива Тауранга Харбър (37°35′ ю. ш. 176°00′ и. д. / 37.583333° ю. ш. 176° и. д.) на северното крайбрежие | Нова Зеландия                                                                                |
| 1836                   | Чарлз Граймс                                       | Откриване на остров Мухуа (Вудларк, 9°06′ ю. ш. 152°52′ и. д. / 9.1° ю. ш. 152.866667° и. д.) на изток от Нова Гвинея | Папуа-Нова Гвинея                                                                            |
| 1838                   | Павел Стшелецки                                    | Изследване на Маркизките и Хавайските острови и първо изкачване на вулканите Килауеа и Мауна Лоа | Маркизки острови, Хавайски острови                                                           |
| 1838                   | Жан-Батист Сесил (1787 – 1873)                     | Откриване на заливите Литълтън Харбър и Акароа Харбър на източното крайбрежие на Южния остров на Нова Зеландия | Нова Зеландия                                                                                |
| 1838 – 1842            | Чарлз Уилкс                                        | Изследване, описване и картиране на над 260 острова в групите Самоа, Фиджи, Хавайските и Туамоту (вторично откриване на атолите Аратика и Ахе). Откриване през 1840 на атола Орона (Хъл, 4°30′ ю. ш. 172°10′ з. д. / 4.5° ю. ш. 172.166667° з. д.) в о-вите Феникс | Самоа, Фиджи, Хавайски острови, Туамоту, Кирибати                                            |
| 1839                   | Жул Дюмон-Дюрвил                                   | Изследване и картиране на южната част на архипелага Луизиада и северната част на Торесовия проток | Папуа-Нова Гвинея                                                                            |
| 1839                   | Стивън Крокър                                      | Откриване на атола Факаофо (9°22′ ю. ш. 171°13′ з. д. / 9.366667° ю. ш. 171.216667° з. д.) в о-вите Токелау | Токелау                                                                                      |
| 1842 – 1843            | Джордж Селуин                                      | 1842: Изследване на Северния остров на Нова Зеландия. Пътешествие по северното крайбрежие на Северния остров и изследване на северната част на острова. 1843: Пътешествие от Уелингтън на север, изкачване по река Манавату до изворите ѝ, спускане по река Тукитуки до залива Хокс при Нейпир и изследване на планината Руахине | Нова Зеландия                                                                                |
| 1843 – 1845            | Франсис Прайс Блекууд                              | Изследване на Торесовия проток, северната част на Коралово море и залива Папуа | Папуа-Нова Гвинея                                                                            |
| 1846 – 1848            | Томас Брунер                                       | Първо пресичане на северозападната част на Южния остров на Нова Зеландия. Експедиция от Нелсън на югозапад към река Булер, водеща началото си от хребета Спенсър в северната част на Новозеландските Алпи, преминаване покрай източния склон на крайбрежния хребет Папароа и достигане до устието на река Арахура (1846). Експедиция от Нелсън на югозапад, спускане по река Булер до залива Карамеа на Тасманово море, продължаване по крайбрежието на юг до платото Тититера (43° 23` ю.ш.), изследване на западните и източни склонове на хребета Папароа, изкачване по река Грей, вливаща се в Тасманово море, пресичане на вододелното плато, изкачване по река Булер и завръщане в Нелсън | Нова Зеландия                                                                                |
| 1847 – 1851            | Джон Стоукс                                        | Детайлно картиране крайбрежието на Южния остров на Нова Зеландия | Нова Зеландия                                                                                |
| 1849                   | Оуен Стенли                                        | Изследване на северната част на Коралово море и картиране на архипелага Луизиада, в т.ч. остров Тагула с планината Ратълснейк (Риу) и островите Пана Вина, Бобо Ама, Багаман, Пана Роа, Утиан и Пана Сиа | Папуа-Нова Гвинея                                                                            |
| 1849                   | Дж. Хамилтън                                       | Изследване на планината Кайкоура, разположена в североизточната част на Южния остров на Ноза Зеландия | Нова Зеландия                                                                                |
| 1850                   | Джон Ърскин (1806 – 1887)                          | Откриване на о-вите Торес (13°15′ ю. ш. 166°37′ и. д. / 13.25° ю. ш. 166.616667° и. д.), в т.ч. Хию, Метома, Тегуа, Нмуел, Линуа, Ло, Тога в северната част на архипелага Вануату | Вануату                                                                                      |
| 1853                   | Пьотър Николаевич Бесарабски (неизв.-1874)         | Вторично откриване и изследване на атола Лае в Маршаловите о-ви | Маршалови острови                                                                            |
| 1855                   | капитан Дан                                        | Откриване на остров Джабвот (7°45′ с. ш. 168°58′ и. д. / 7.75° с. ш. 168.966667° и. д.) в Маршаловите о-ви | Маршалови острови                                                                            |
| 1856 – 1859            | Джон Търнбъл                                       | Изследване на южната част на Южния остров на Нова Зеландия – платото Озарк и картиране на южната част на Южните Алпи | Нова Зеландия                                                                                |
| 1857                   | Леонард Харпър                                     | Първо пресичане на Южния остров на Нова Зеландия, изкачване по река Хурунуи (вливаща се на източното крайбрежие), преминаване през прохода Харпър и спускане по река Тарамакау до Тасманово море | Нова Зеландия                                                                                |
| 1858                   | Стивънсън Пърси Смит (1840 – 1922)                 | Първо изкачване на върха на планината Егмонт. Изследване на централното вулканско плато с езерото Таупо, спускане по река Рангитаики до залива Пленти и извършване преход от езерото Таупо до езерото Таравера | Нова Зеландия                                                                                |
| 1859                   | Дж. Брукс                                          | Откриване на атола Мидуей (28°14′ с. ш. 177°22′ з. д. / 28.233333° с. ш. 177.366667° з. д.) в северозападната част на Хавайските о-ви | Хавайски острови                                                                             |
| 1859                   | Фердинанд фон Хохщетер                             | Първи геоложки изследвания на Северния остров на Нова Зеландия | Нова Зеландия                                                                                |
| 1861 – 1863            | Йохан Фридрих фон Хааст (1824 – 1887)              | Изследване на ледниците на Южния остров на Нова Зеландия, в т.ч. Форбс, Тасман, Хукер и др. и откриване на ледника Франц Йосиф, най-големия в Нова Зеландия | Нова Зеландия                                                                                |
| 1863                   | А. Барингтън                                       | Пресичане на югозападната част на Южния остров на Нова Зеландия, изкачване по река Орети (вливаща се в протока Фово, срещу остров Стюарт), пресичане на хребета Хумболду преминаване през езерото Алабастър и по реките Пайк и Гордж спускане до Тасманово море | Нова Зеландия                                                                                |
| 1868 – 1903            | Чарлз Едуард Дъглас (1840 – 1916)                  | Комплексни физикогеографски изследвания на Южния остров на Нова Зеландия, в т.ч. езерата Те Анау и Уонака | Нова Зеландия                                                                                |
| 1875                   | Георг фон Шлайниц                                  | Хидрографски изследвания във водите на архипелага Бисмарк, Соломоновите о-ви, Коралово море, Нова Зеландия, Фиджи и Самоа | Папуа-Нова Гвинея, Соломонови острови, Нова Зеландия, Фиджи, Самоа                           |
| 1876                   | Николай Миклухо-Маклай                             | Изследвания на о-вите Палау, остров Яп и Адмиралтейските о-ви | Палау, Микронезия, Папуа-Нова Гвинея                                                         |
| 1879                   | Николай Миклухо-Маклай                             | Изследвания на Нова Каледония, Новохебридските о-ви, о-вите Банкс, Адмиралтейските о-ви, о-вите Тробриан и Соломоновите о-ви | Нова Каледония, Вануату, Соломонови острови, Папуа-Нова Гвинея                               |
| 1880 – 1881            | Ото Финш                                           | Изследване на животинския свят на Хавайските о-ви и Микронезия | Хавайски острови, Микронезия                                                                 |
| 80-те години на XIX в. | Фердинанд Якоб Хайнрих Мюлер (1825 – 1896)         | Изследване на западното крайбрежие на Южния остров на Нова Зеландия между заливите Джексън и Мартинс | Нова Зеландия                                                                                |
| 1885 – 1887            | Ото Финш                                           | Изследвания и картиране на множество острови в архипелага Бисмарк | Папуа-Нова Гвинея                                                                            |
| 1910 – 1912            | Фриц Саразин                                       | Изследване на остров Нова Каледония и о-вите Лоялти | Нова Каледония                                                                               |